# NGC 1195
NGC 1195 je galaksija u zviježđu Eridan.

## Vanjske poveznice
- SEDS: NGC 1195